# رودولف ویتس
رودولف ویتس (آلمانی: Rudolf Wirz؛ زادهٔ ۲۸ ژانویهٔ ۱۹۱۸ - درگذشته نامشخص) بازیکن هندبال اهل سوئیس بود.